# Алгоритъм на Брезенхам
Алгоритъмът на Брезенхам е често използван за изчертаването на линии на компютърния екран, понеже за работата си използва само цели числа – събиране, изваждане и побитово преместване. Това са операции, които се извършват изключително бързо в сравнение с умножението и делението. Този алгоритъм е един от първите създавани в сферата на компютърната графика.
Въпреки че съществуват алгоритми като този на Xiaolin Wu, който предлага изчистване на графичните линии, като „омекотява“ ръбовете, алгоритъма на Брезенхам остава много бърз за изпълнение, нещо което го прави толкова важен. Този алгоритъм се използва в изчертаването на математически графики, както и в графичните чипове и графичните микропроцесори. Също така може да бъде открит в много софтуерни библиотеки за работа с графика. Простотата и бързина на работа го правят удобен за внедряване в хардуера на всякакъв тип машини и изчислителни единици.